# Меас Софея
Меас Софеа (род. 9 апреля 1955, Чхук) — камбоджийский военный деятель, генерал Королевских вооружённых сил Камбоджи, главнокомандующий Королевских сухопутных войск Камбоджи. В прошлом он был заместителем главнокомандующего ВС Камбоджи.

## Ранняя жизнь и образование
Родился 9 апреля 1955 года в деревне Баниеве, район Чхук, провинция Кампот. В связи с гражданской войной, охватившей страну (за которой последовало вторжение США и Южного Вьетнама в Камбоджу в 1970 г.), в 16 лет он вступил рядовым в Национальный фронт освобождения кхмерского народа.
Меас учился в местной начальной школе в Баниеве. В 1969—1970 гг. он учился в средней школе города Чхук. Из-за гражданской войны в Камбодже, Меас Софеа отправился во Вьетнам для завершения учебы между 1975 и 1977 годами, получив там диплом. В 2010 году он получил степень бакалавра, магистра и степень доктора военных наук в Институте военной академии Да Лат (Вьетнам).

## Военная карьера
Меас Софеа участвовал в гражданской войне между проправительственной армией и партизанами красных кхмеров, командовал многими сражениями. В частности, Софеа командовал во время сражений в Пайлине, Прэахвихеа, О’Смач, Кахконг и Баттамбанг.
Во время военного переворота в 1997 году Меас Софеа был одним из командиров, успешно оттеснившим красных кхмеров и 500 бойцов, верных принцу Нородому Ранариту, к границам страны.
В 1998 году он успешно руководил последней контратакой в Анлонгвэнге, последнем оплоте красных кхмеров. В результате атаки сдался в плен Та Мок, один из руководителей красных кхмеров.
В 2005 году получил красный берет в спецназе индонезийской армии.

## Личная жизнь
В 1980 женился на Чхора Борея (род. 9 сентября 1957). У супругов три дочери и сын Меас Софеарит.